# Asiamérica
A Asiamérica era uma grande ilha formada a partir da massa de terra da Laurásia e separada por mares continentais rasos da Eurásia pelo oeste e da América do Norte oriental pelo leste. Essa região incorporava o que atualmente é a China, Mongólia, e do oeste do Canadá e dos Estados Unidos. A evidência fóssil revela que foi o lar de muitos dinossauros e mamíferos arcaicos. Existiu durante os períodos do Cretáceo Superior até o Eoceno, e existiu novamente durante a época Pleistoceno. A ilha existirá novamente pela terceira vez em, aproximadamente, 50 milhões de anos.  